# UFC 306
UFC 306: O’Malley vs. Dvalishvili (aus Sponsoringgründen auch als Riyadh Season Noche UFC bezeichnet) ist ein Mixed-Martial-Arts-Event der Ultimate Fighting Championship, das am 14. September 2024 im Sphere in Paradise, Nevada, Teil der Metropolregion Las Vegas, USA, stattgefunden hat.

## Hintergrund

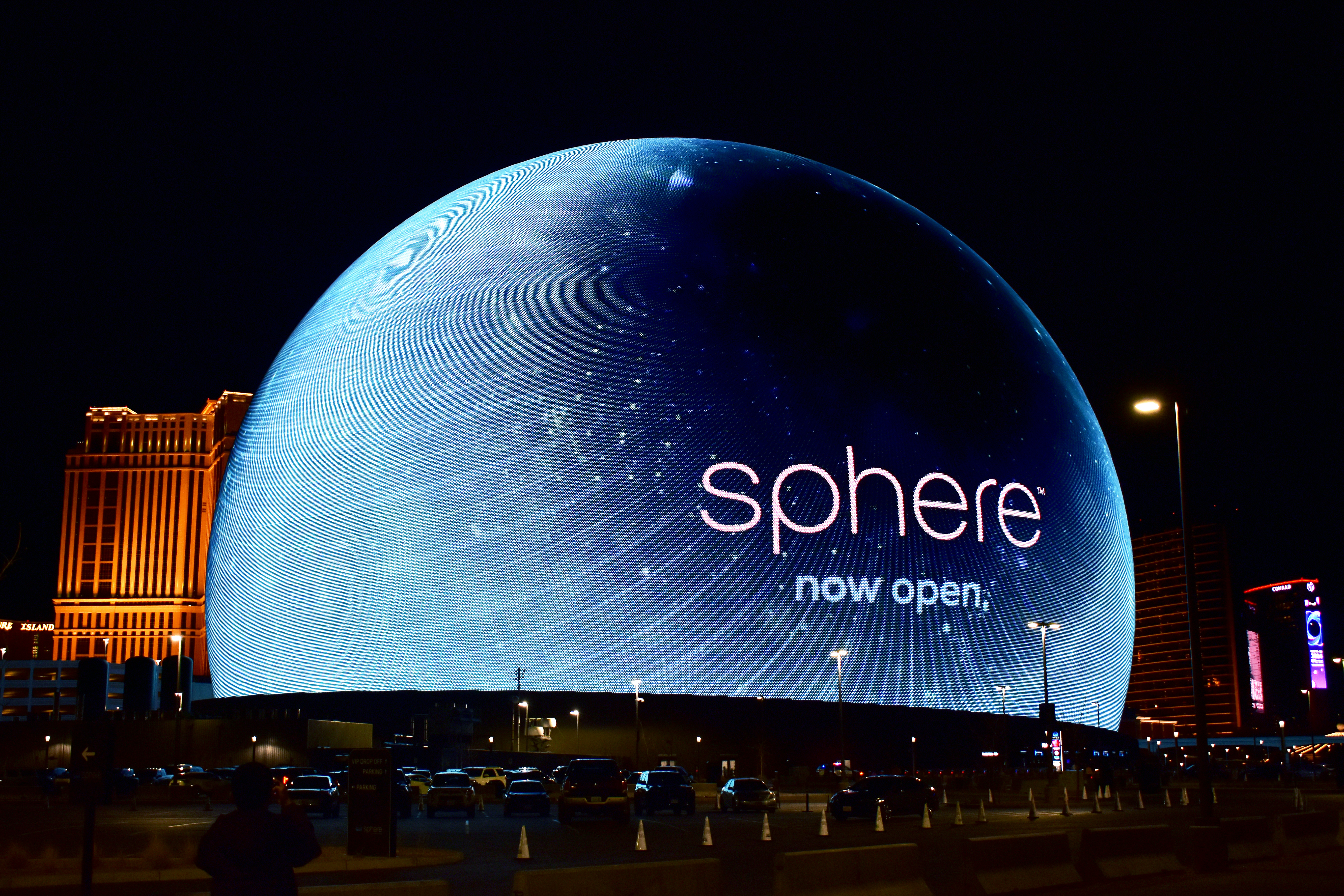
Nach über 200 Veranstaltungen in Las Vegas wird die Aktion ihr Debüt im Sphere der Stadt geben, das im September 2023 eröffnet wurde.

Diese Veranstaltung markiert die zweite „Noche UFC“-Ausgabe der Aktion zur Feier des mexikanischen Unabhängigkeitstages nach der UFC Fight Night: Grasso vs. Shevchenko 2 im Jahr zuvor. Dana White, CEO der UFC, erklärte, dass die Veranstaltung die Geschichte des Kampfes in Mexiko von der Vergangenheit bis in die Zukunft erzählen werde. Es wird auch das erste Mal sein, dass die UFC einem Sponsor den Status eines Titelpartners zugesteht und sie nach einer Partnerschaft mit der General Entertainment Authority von Saudi-Arabien offiziell in „Riyadh Season Noche UFC“ umbenannt.
Es wird erwartet, dass ein Kampf um die UFC-Meisterschaft im Bantamgewicht zwischen dem aktuellen Champion Sean O’Malley und Merab Dvalishvili das Hauptthema der Veranstaltung sein wird.
Bei der Veranstaltung wird voraussichtlich ein Trilogiekampf der UFC-Frauenmeisterschaft im Fliegengewicht zwischen der aktuellen Meisterin Alexa Grasso und der ehemaligen Meisterin Valentina Shevchenko stattfinden.  Das Paar traf zum ersten Mal im März 2023 bei UFC 285 aufeinander, wo Grasso den Titel überraschend in der vierten Runde gewann. Ihr zweites Aufeinandertreffen fand bei der UFC Fight Night: Grasso vs. Shevchenko 2 im September 2023 statt, wo der Kampf mit einem Split Draw endete. Das Paar trainierte zuvor bei The Ultimate Fighter: Team Grasso vs. Team Shevchenko gegeneinander. Es wird erwartet, dass Manon Fiorot als Ersatz und potenzieller Ersatz für diesen Kampf dient.
Bei der Veranstaltung wird voraussichtlich ein Kampf im Federgewicht zwischen dem ehemaligen Herausforderer der UFC-Meisterschaft im Federgewicht, Brian Ortega, und Diego Lopes stattfinden. Zuvor war erwartet worden, dass die beiden bei UFC 303 aufeinandertreffen würden, doch Ortega zog sich krankheitsbedingt nur wenige Stunden vor dem Kampf zurück.
Für diese Veranstaltung war ein Kampf im Mittelgewicht zwischen dem ehemaligen LFA-Mittelgewichts-Champion Anthony Hernandez und Michel Pereira geplant. Der Kampf wurde jedoch auf die UFC Fight Night: Pereira vs. Hernandez verlegt, um als Hauptereignis zu dienen.